# Безсонов, Жоан-Даниэль
Жоан-Даниэль Безсонов (фр. Joan-Daniel Bezsonoff, 15 сентября 1963, Перпиньян) — французский писатель

 русского происхождения, пишет на каталанском языке.
Родился во французской Каталонии (Руссильон). Его семья родом из Воронежа. Автор 10 книг, в том числе Els taxistes del tsar, где он пишет о своих русских корнях. Лауреат Средиземноморской премии (2003), премии Саламбо (2005) и др.